# 毛蟲

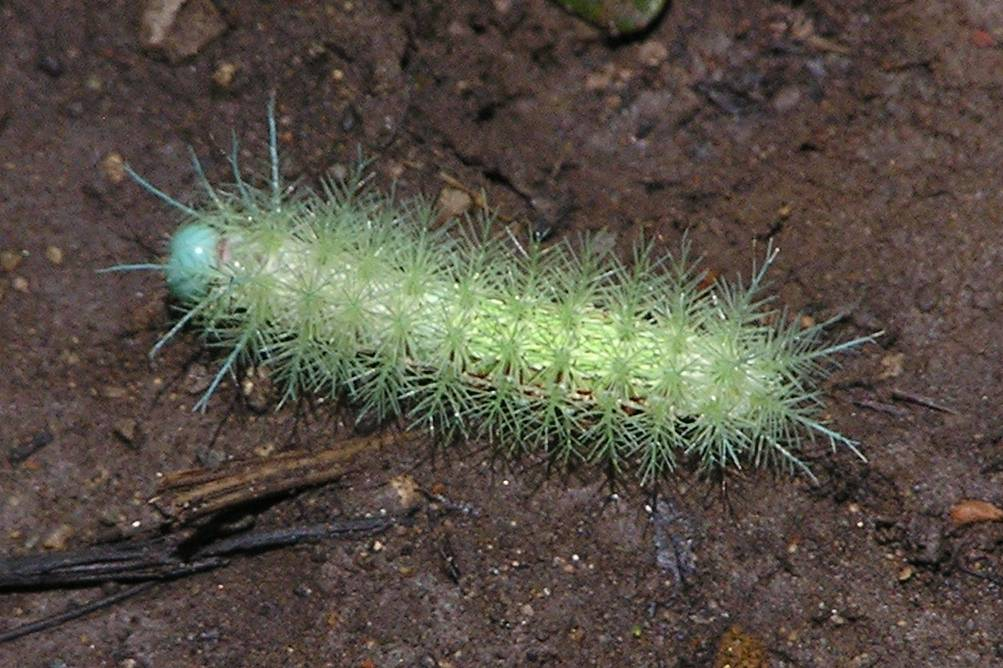
長有螫毛的一種毛蟲

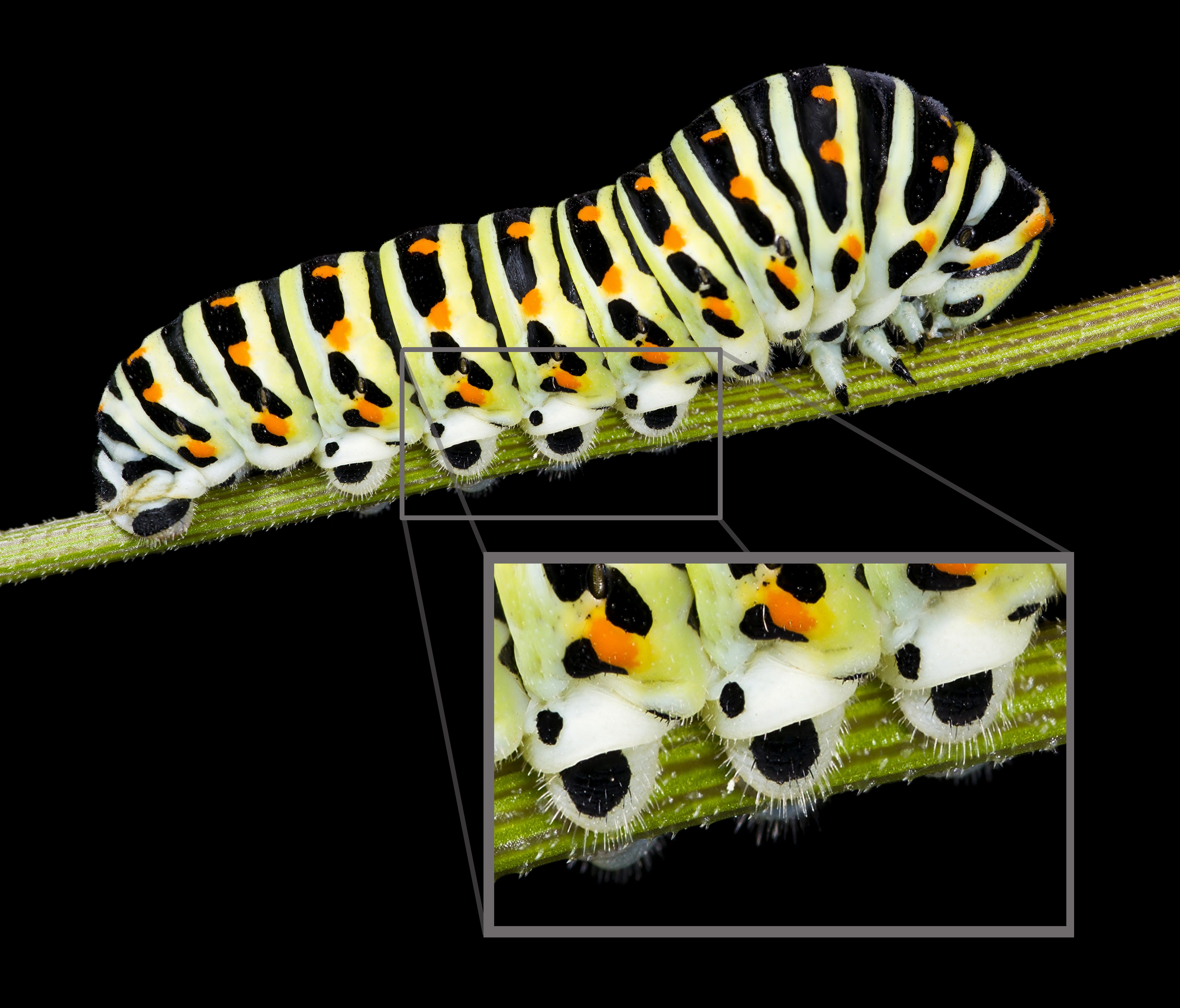
金鳳蝶（Papilio machaon）的腹腳

外骨骼，骨骼在外表

毛蟲也叫毛毛蟲，是鱗翅目昆蟲（蝶或蛾）的幼蟲。雖然牠們稱為「毛蟲」，但不是每個種的毛蟲都有毛。有些表面光滑，也有些長有肉角，還有些長有臭角。毛蟲有三對前足，腹部和尾部大多有五對偽足。到變態為成蟲時只保留三對前足。毛蟲有別於蛾的幼蟲—蠶，兩者在發育過程有所不同，蠶會以蠶絲結成的「繭」包覆住蛹，但毛蟲沒有這類行為。
有些毛蟲長有假眼或是色彩鮮明的花紋，可以嚇退想吃了牠們的動物。
毛虫是重要的农业害虫，部分毛虫体表的体刺或刚毛含有毒素。

## 生長過程
毛蟲破卵而出時被稱為一齡蟲，长約0.3厘米，之後經過多次蛻皮，直到變成終齡蟲，結蛹，最後破蛹而出变成蝴蝶。

## 食物
毛蟲多以植物的葉子為食，不同種類會吃不同的植物。有些吃有毒植物的毛蟲會把毒素儲存在體內（例如（以鳳蝶為例）：吃馬兜鈴科植物的紅珠鳳蝶、麝鳳蝶；屬於保育類的黃裳鳳蝶、曙鳳蝶以及瀕危的珠光鳳蝶等...），最後成為有毒的蝴蝶或蛾成蟲；少數一些毛蟲會以其他昆蟲為食。

## 天敵
- 鳥類
- 螞蟻

## 相關
- 青虫（日语：アオムシ），的幼蟲
- 芋虫（日语：イモムシ），天蛾科、鳳蝶科的幼蟲
- 变态 (生物)

- 完全变态
- 半变态

文學作品
- 毛毛蟲（Caterpillar），愛麗絲故事系列登場角色，參見英國作家路易斯·卡羅兒童文學作品《爱丽丝梦游仙境》與其續集《愛麗絲鏡中奇遇》。